# 1621

## Esdeveniments
- 26 d'abril - Madrid, Espanya: Signatura del Tractat de Madrid.

## Naixements
- 8 de juliol, Château-Thierry, Aisne (França), Jean de La Fontaine, poeta, moralista, dramaturg, llibretista i escriptor francès (m. 1695).[1]

- Anvers: Andries Bosman, pintor barroc flamenc especialitzat en garlandes de flors emmarcant motius religiosos.

## Necrològiques
- 31 de març, Madrid: Felip III de Castella, monarca.
- 28 de maig, Ahmedabad (Índia): Xeic Adam Safi-ad-Din, 28è daï (missioner) tayyibita de l'Índia
- 2 de juliol, Londres: Thomas Harriot, astrònom, matemàtic i cartògraf anglès.